# Güemesův ostrov

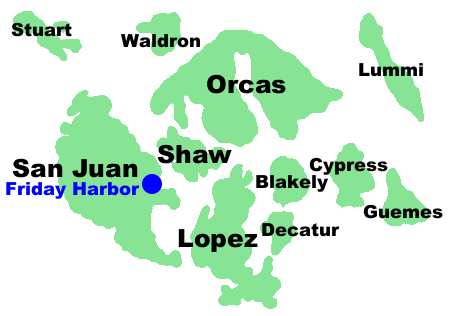
Mapa souostroví svatého Jana, ostrov se nachází na jihovýchodě.

Güemesův ostrov je malý ostrov v okrese Skagit v americkém státě Washington. Nachází se severně od Fidalgova ostrova, na němž je postaveno město Anacortes, odkud je ostrov přístupný pomocí trajektu. Své jméno ostrov nese po místokráli Nového Španělska, Juanu Vicentu de Güemesovi, který roku 1791 vyslal expedici právě k souostroví svatého Jana, jehož je Güemesův ostrov součástí.

## Život na ostrově
Ostrov má venkovský charakter a omezené vybavení. Nachází se zde pouze dva obchody: jedním je Andersonův obchod a druhý provozuje místní letovisko, a to již od poloviny 40. let minulého století. Většina místních plážích, vyjma dvou, je veřejná, obvykle i s lodní rampou. Dále se zde nachází dva parky. Školní park je uprostřed ostrova, Youngův na severním pobřeží nedaleko již zmíněného letoviska. Malá obec nacházející se na ostrově je obvykle označována jako Guemes.

## Historie
Ostrov byl pojmenován José María Narváezem jako Isla de Güemes při expedici Francisca de Elizy roku 1791 po místokráli Nového Španělska Juanu Vicentu de Güemesovi.
V roce 1841 sem zavítal při své expedici Charles Wilkes, který jej překřtil na Lawrencův ostrov na počest námořního důstojníka Jamese Lawrence. Wilkes rovněž přejmenoval Güemesův průliv v památce na USS Hornet, loď, kterou James Lawrence vedl v Britsko-americké válce, část Bellinghamova zálivu, která se vyskytuje severně od ostrova pak překřtil po lodi HMS Penguin, kterou Lawrence zajal v jedné z tehdejších bitev. V roce 1847 však tato jména z map opět vymizela, když britský kapitán Henry Kellett přeorganizovával námořní mapy britské admirality, ve kterých nahrazoval americká jména těmi původními, tedy buď britskými nebo španělskými.
Na počátku minulého století byl ostrov obecně znám jako Psí ostrov, jelikož se na něm vyskytovala početná populace divoce žijících psů.

## Magnetická disturbance
Podle námořních a leteckých záznamů se jihovýchodně od ostrova nachází magnetická disturbance, kvůli níž ukazují kompasy polohu až o 14 stupňů chybnou.